# يونتين غياتسو
يونتين غياتسو (1589 - 1616) الدالاي لاما الرابع، وكان يونتين غياتسو ينحدر من أصول مغولية مما جعل منه الدالاي لاما الوحيد الذي لم يكن ذو خلفية تبتية بغض النظر عن الدالاي لاما السادس المنتمي لشعب المونبا والذي يمكن اعتباره شعبا شقيقاً للتبتيين.

## وصلات خارجية
- الموسوعة البريطانية

| سبقه سونام غياتسو | الدالاي لاما بين عامي 1589 - 1616 | تبعه لوزانغ غياتسو |